# Октябрьский (Козьминский сельский округ)
Октябрьский — поселок в муниципальном образовании город Ефремов Тульской области.

## География
Находится в юго-восточной части Тульской области на расстоянии приблизительно 22 км на восток-северо-восток по прямой от города Ефремов, административного центра округа, на левом берегу реки Красивая Меча.

## История
В конце 1930-х годов поселок уже существовал.

## Население
Постоянное население составляло 19 человек (русские 100 %) в 2002 году, 9 в 2010.